# Buttigliera d'Asti
Buttigliera d'Asti là một đô thị ở tỉnh Asti vùng Piedmont thuộc Ý, nằm ở vị trí cách khoảng 20 km về phía đông nam của Torino và khoảng 25 km về phía tây bắc của Asti. Tại thời điểm ngày 31 tháng 12 năm 2004, đô thị này có dân số 2.164 người và diện tích là 18,8 km².
Đô thị Buttigliera d'Asti có các frazioni (các đơn vị trực thuộc, chủ yếu là các làng) Crivelle and Serra.
Buttigliera d'Asti giáp các đô thị: Capriglio, Castelnuovo Don Bosco, Montafia, Moriondo Torinese, Riva presso Chieri và Villanova d'Asti.